# Thelonious Monk/Sonny Rollins
| Recensione | Giudizio |
| ---------- | -------- |
| AllMusic   |          |

Thelonious Monk/Sonny Rollins è un album di raccolta a nome Thelonious Monk/Sonny Rollins, pubblicato dalla Prestige Records nel marzo del 1957.

## Tracce
LP (1957, Prestige Records, PRLP 7075)
Lato A
1. The Way You Look Tonight (Sonny Rollins Quartet) – 5:12 (testo: Dorothy Fields – musica: Jerome Kern) – Registrato il 25 ottobre 1954 al Van Gelder Studio di Hackensack, New Jersey
2. I Want to Be Happy (Sonny Rollins Quartet) – 7:39 (testo: Irving Caesar – musica: Vincent Youmans) – Registrato il 25 ottobre 1954 al Van Gelder Studio di Hackensack, New Jersey
3. Work (Thelonious Monk Trio) – 5:19 (musica: Thelonious Monk) – Registrato il 22 settembre 1954 al Van Gelder Studio di Hackensack, New Jersey

Lato B
1. Nutty (Thelonious Monk Trio) – 5:16 (musica: Thelonious Monk) – Registrato il 22 settembre 1954 al Van Gelder Studio di Hackensack, New Jersey
2. Friday the 13th (Thelonious Monk Quintet) – 10:35 (musica: Thelonious Monk) – Registrato il 13 novembre 1953 al WOR Studios di New York

## Musicisti
The Way You Look Tonight / I Want to Be Happy

Sonny Rollins Quartet
- Sonny Rollins – sassofono tenore
- Thelonious Monk – pianoforte
- Tommy Potter – contrabbasso
- Arthur Taylor – batteria

Work / Nutty

Thelonious Monk Trio
- Thelonious Monk – pianoforte
- Percy Heath – contrabbasso
- Art Blakey – batteria

Friday the 13th

Thelonious Monk Quintet
- Thelonious Monk – pianoforte
- Sonny Rollins – sassofono tenore
- Julius Watkins – corno francese
- Percy Heath – contrabbasso
- Willie Jones – batteria

### Produzione
- Bob Weinstock – produzione (A1, A2, A3 e B1)
- Ira Gitler – produzione (B2)
- Registrazioni effettuate al Van Gelder Studio di Hackensack, New Jersey (A1, A2, A3 e B1) e al WOR Studios di New York City, New York (B2)
- Rudy Van Gelder – ingegnere delle registrazioni (A1, A2, A3 e B1)
- Ira Gitler – note retrocopertina album originale [3]